# لیز کلاونس
لیسه کلاونس (انگلیسی: Lise Klaveness؛ زادهٔ ۱۹ آوریل ۱۹۸۱) بازیکن فوتبال اهل نروژ است.
از باشگاه‌هایی که در آن بازی کرده‌است می‌توان به اومئا آی‌کی اشاره کرد.
وی همچنین در تیم ملی فوتبال زنان نروژ بازی کرده‌است.